# 李爱青
李爱青（1959年—2023年12月26日），安徽桐城人，汉族，中华人民共和国政治人物。

## 生平
1978年9月考入安徽农学院农学专业，1982年7月毕业考入中国农业科学院作物（麻类）遗传育种硕士研究生；
1985年7月硕士研究生毕业在中国农业科学院麻类研究所工作；在官春云院士指导下获得湖南农业大学博士学位。
毕业于中国农科院研究生院作物遗传育种专业，加入中国国民党革命委员会。担任安徽省种业协会秘书长。2008年起担任全国人大代表。2013年，被选为全国人大代表。2018年2月24日，当选为第十三届全国人大代表。
第十一、十三屆全國人民代表大會代表，十屆安徽省政協常委，十一屆、十二屆民革安徽省委副主委，八屆、九屆安徽省政協委員。